# Football Club Belize
El Football Club Belize és un club de Belize de futbol de la ciutat de Belize City.

## Palmarès
- Lliga de Belize de futbol: [2]
  - 2006, 2007